# Лобановка (река)
Лобановка — река в России на Южном Урале, правый приток Бишкиля. Протекает с юга на север в Чебаркульском районе Челябинской области через посёлок Тимирязевский, пересекает автодорогу М5 «Урал», впадает в Бишкиль возле южной окраины села Медведево. В Тимирязевском река протекает через загрязнённый сточными водами непригодный для купания пруд.